# Łasuch (serial telewizyjny)
Łasuch (oryg. Sweet Tooth) – postapokaliptyczny serial przygodowy Netfliksa, na podstawie serii komiksów imprintu Vertigo, o tym samym tytule, stworzonej przez Jeffa Lemire'a.
Pierwsza seria pojawiła się w czerwcu 2021 roku. W kolejnym miesiącu ogłoszono zamówienie kolejnej, która pojawiła się 27 kwietnia 2023. Trzecia pojawiła się 6 czerwca 2024.

## Fabuła
W postapokaliptycznym świecie, rodzą się dzieci przypominające zwierzęta. Gus, chłopiec-jelonek, wyrusza z leśnego domu w świat. Zyskuje towarzyszy, zarówno spośród zwykłych ludzi, jak i podobnych mu dzieci. Razem szukają prawdy, o tym co odmieniło ich świat.

## Obsada
Źródła:
- Nonso Anozie jako Tommy Jepperd
- Christian Convery jako Gus
- Adeel Akhtar jako dr Aditya Singh
- Stefania LaVie Owen jako Bear
- Dania Ramirez jako Aimee Eden
- Aliza Vellani jako Rani Singh
- James Brolin jako narrator
- Will Forte jako Pubba
- Neil Sandilands jako gen. Abbot
- Naledi Murray jako Wendy
- Marlon Williams jako Johnny

## Odcinki
| Część | Odcinki | Data opublikowania | Data opublikowania |
| Część | Odcinki | Premiera           | Finał              |
| ----- | ------- | ------------------ | ------------------ |
| 1     | 8       | 4 czerwca 2021     | 4 czerwca 2021     |
| 2     | 8       | 27 kwietnia 2023   | 27 kwietnia 2023   |
| 3     | 8       | 6 czerwca 2024     | 6 czerwca 2024     |

### Sezon 1 (2021)
| Nr | Tytuł                           | Reżyseria        | Scenariusz                     |
| -- | ------------------------------- | ---------------- | ------------------------------ |
| 1  | Out of the Deep Woods           | Jim Mickle       | Jim Mickle                     |
| 2  | Sorry About All the Dead People | Jim Mickle       | Jim Mickle i Beth Schwartz     |
| 3  | Weird Deer S**t                 | Alexis Ostrander | Michael R. Perry               |
| 4  | Secret Sauce                    | Toa Fraser       | Justin Boyd i Haley Harris     |
| 5  | What's in the Freezer?          | Robyn Grace      | Christina Ham                  |
| 6  | Stranger Danger on a Train      | Jim Mickle       | Noah Griffith i Daniel Stewart |
| 7  | When Pubba Met Birdie           | Toa Fraser       | Beth Schwartz                  |
| 8  | Big Man                         | Jim Mickle       | Jim Mickle                     |

## Produkcja
Pilot serialu został zamówiony w listopadzie 2018 roku przez Hulu. W kwietniu 2020 ogłoszono, że serial przejął Netflix.
Zdjęcia rozpoczęto w połowie września 2020, w Nowej Zelandii.

## Odbiór
Pierwszy sezon serialu spotkał się z pozytywną reakcją krytyków. W agregatorze recenzji Rotten Tomatoes 98% z 57 recenzji uznano za pozytywne, a średnia ocen wystawionych na ich podstawie wyniosła 8,00. Z kolei w agregatorze Metacritic średnia ważona ocen z 18 recenzji wyniosła 78 punktów na 100.